# سالومو إنتوفي
سالومو إنتوفي (بالسويدية: Salamo N'tuve)‏ (مواليد 20 نوفمبر 1988) هو ملاكم سويدي، مثّل بلاده في الألعاب الأولمبية الصيفية 2012.

## روابط خارجية
سالومو إنتوفي على موقع أوليمبيديا (الإنجليزية)
- سالومو إنتوفي على موقع اللجنة الأولمبية السويدية (السويدية)